# Urs Wäckerli
Urs Wäckerli (* 17. April 1945 in Zürich; bürgerlicher Name: Urs Peter Wäckerle) ist ein Schweizer Jazz-Violinist, Filmemacher sowie Betreiber des Jazz- und Kulturklubs „Lebewohlfabrik“.

## Leben
Nach dem Abschluss als Biochemiker ETH (dipl.sc.nat) im Jahr 1970 in Zürich arbeitete er einige Jahre als Musiker und freier Journalist in Barcelona und Genf. Im Jahr 1978 gründete er zusammen mit dem Gitarristen Harald Haerter das „String Jazz Quintet“. Ab 1979 war er als Musikjournalist für den Zürcher Tages-Anzeiger, das Schweizer Radio DRS und das Schweizer Fernsehen tätig. Im Jahr 1984 baute er das Lokalradio „Förderband“ in Bern auf. Ein Jahr später wurde er Chefredaktor und Direktor des Lokalradios Wil (St. Gallen). Im Jahr 1988 gründete er seine eigene Filmproduktion „Allmedia Productions“. Im Jahr 2003 eröffnete er den Jazz- und Kulturklub „Lebewohlfabrik“ in Zürich.

## Diskografie
- LP „Evensteven“ (Zyt, 1974)
- LP „Alte Engadiner Tänze – Sots Vegls Engiadinaisa“ (Activ 4145)
- EP „String Jazz Quintet“ (1979 Eigenverlag)
- CD „Nuages“ (Swingstrings, 2008)
- Kinofilm: „Aber Auch Ich“ (1999, Columbus Films) & diverse Kurz und Auftragsfilme.